# DPO Nova
Die DPO Nova, DPO-Eigenschreibweise nOVA, sind zweiteilige normalspurige Straßenbahnzüge des Dopravní podnik Ostrava (DPO, Verkehrsbetriebe Ostrava). Die vom nach St. Petersburg gelieferten Typ Metelitsa und von der Tango-Familie abgeleiteten Fahrzeuge werden vom Hersteller Stadler Rail als Tango NF2 (Niederflur, 2-Teiler) bezeichnet. Die Niederflurfahrzeuge zeichnen sich durch herkömmliche Drehgestelle aus, die komfortable Laufeigenschaften, einen geringen Wartungsaufwand und eine Höchstgeschwindigkeit bis zu 80 km/h erlauben.

## Beschaffung
Als im November 2016 die tschechische Stadt Ostrava die Auftragserteilung an Stadler Rail zur Lieferung von 40 normalspurigen Niederflur-Straßenbahnen bekanntgab, wurde in tschechischen Medien von Fahrzeugen des für den russischen Markt entwickelten Typs Metelitsa berichtet. Im Januar 2017 bestätigte der Hersteller die Bestellung und sprach von 30 zweiteiligen und einer Option auf zehn weitere Exemplare des „adaptierten Typs Tango“. Bei der Festlegung der Bezeichnung könnten auch politische Gründe eine Rolle gespielt haben. Das damals publizierte Designbild entsprach dem nach St. Petersburg gelieferten Fahrzeugtyp Metelitsa.
Die Lieferung der 40 Fahrzeuge erfolgte zum günstigen Preis von lediglich 45 Millionen Schweizer Franken. Zudem bot Stadler als einziger Anbieter eine in der Ausschreibung nicht verlangte Klimaanlage an. Mit dem Nova gelang Stadler den Einstieg in den tschechischen Markt, der seit dem Zweiten Weltkrieg ausschließlich von inländischen Straßenbahnherstellern beliefert wurde. Die Entwicklung des Fahrzeugs erfolgte am Stadler-Standort Prag, die Wagenkästen stammen von Stadler-Werk Minsk und die Drehgestelle aus Winterthur. Die Endmontage wurde im polnischen Siedlce und gewisse Montagearbeiten in Ostrava vorgenommen.
Bei der Wahl des Außendesigns und des Namens wurde die Öffentlichkeit mit Möglichkeit zum Einreichen von Vorschlägen und einer Internet-Abstimmung miteinbezogen. Die hellblaue Farbe stammt vom Stadtwappen, die Außentüren sind weiß gehalten und über eine der mittleren Türe sind drei Ausrufezeichen angebracht. Der gewählte Name in der Schreibweise „nOVA“ leitet sich von Neuheit (tschech. novota) und Ostrava ab. Der erste Nova wurde am 23. April 2018 von den Verkehrsbetrieben Ostrava übernommen, die Auslieferung der restlichen Fahrzeug erfolgte bis Oktober 2019. Nova Nr. 1704 wurde vor der Ablieferung an der Eisenbahnmesse Czech Raildays 2018 in Ostrava ausgestellt.

## Technik

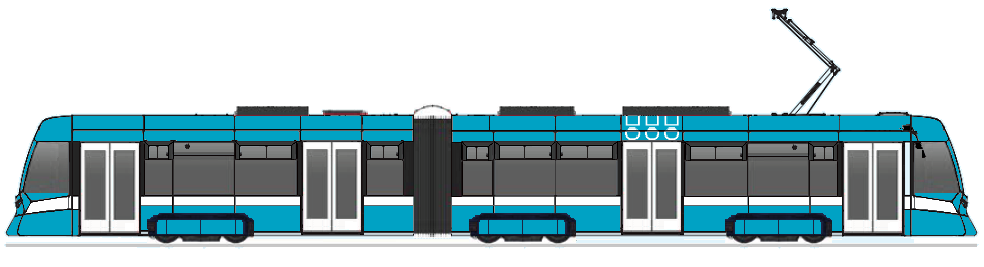
Typenskizze

Die Konstruktion des Fahrzeugs baut auf der für Kunden in Nachfolgestaaten der Sowjetunion entwickelten Typs Metelitsa und des Straßenbahnkonzepts Tango auf und wurde von Stadler Prag an die Bedingungen in Ostrava angepasst. Die Führerkabinen erfüllen die in der Europäischen Union verbindlichen Crashnormen und stammen von der Straßenbahnfamilie Tango. Im Gegensatz zu den bis zur Auftragsvergabe ausgelieferten Tango-Straßenbahnen sind die Nova im Stehplatzbereich vollständig niederflurig. Lediglich die Sitzplätze über den Drehgestellen müssen über eine Stufe erklommen werden.
Die Fahrzeuge haben drei zweiachsige Drehgestelle. Einer der Wagenkästen ist wie beim Metelitsa und beim Tango auf dem anderen Fahrzeugteil aufgesattelt, womit ein Drehgestell eingespart werden kann. Die Drehgestelle erlauben auch bei der von den DPO geforderten Höchstgeschwindigkeit von 80 km/h einen hohen Fahrkomfort. Die Asynchronmotoren zum Antrieb des Novas werden von Umrichtern mit IGBT-Transistoren angesteuert und sind rekuperationsfähig. Eine Spurkranzschmierung verhilft zu einer verschleiß- und geräuscharmen Fahrt, eine Sandstreueinrichtung an der vordersten Achse kommt bei schlechten Adhäsionsverhältnissen zum Einsatz.

## Weitere Abnehmer
Im September 2021 wurden für die Straßenbahn Sarajevo 15 Straßenbahnwagen bestellt, die im Gegensatz zu den nach Ostrava gelieferten Wagen dreiteilig sind und zwischen 2023 und 2024 geliefert werden sollen. Diese Einheiten bestehen aus zwei Endwagenkästen, die auf je zwei Drehgestellen laufen und mit einem auf beide aufgesattelten und laufwerkslosen Mittelteil verbunden sind. Im Dezember 2023 wurden weitere zehn Wagen bestellt.